# Taenaris schönbergi
Taenaris schönbergi är en fjärilsart som beskrevs av Hans Fruhstorfer 1893. Taenaris schönbergi ingår i släktet Taenaris och familjen praktfjärilar. Inga underarter finns listade i Catalogue of Life.